# ルネ・バルジャベル

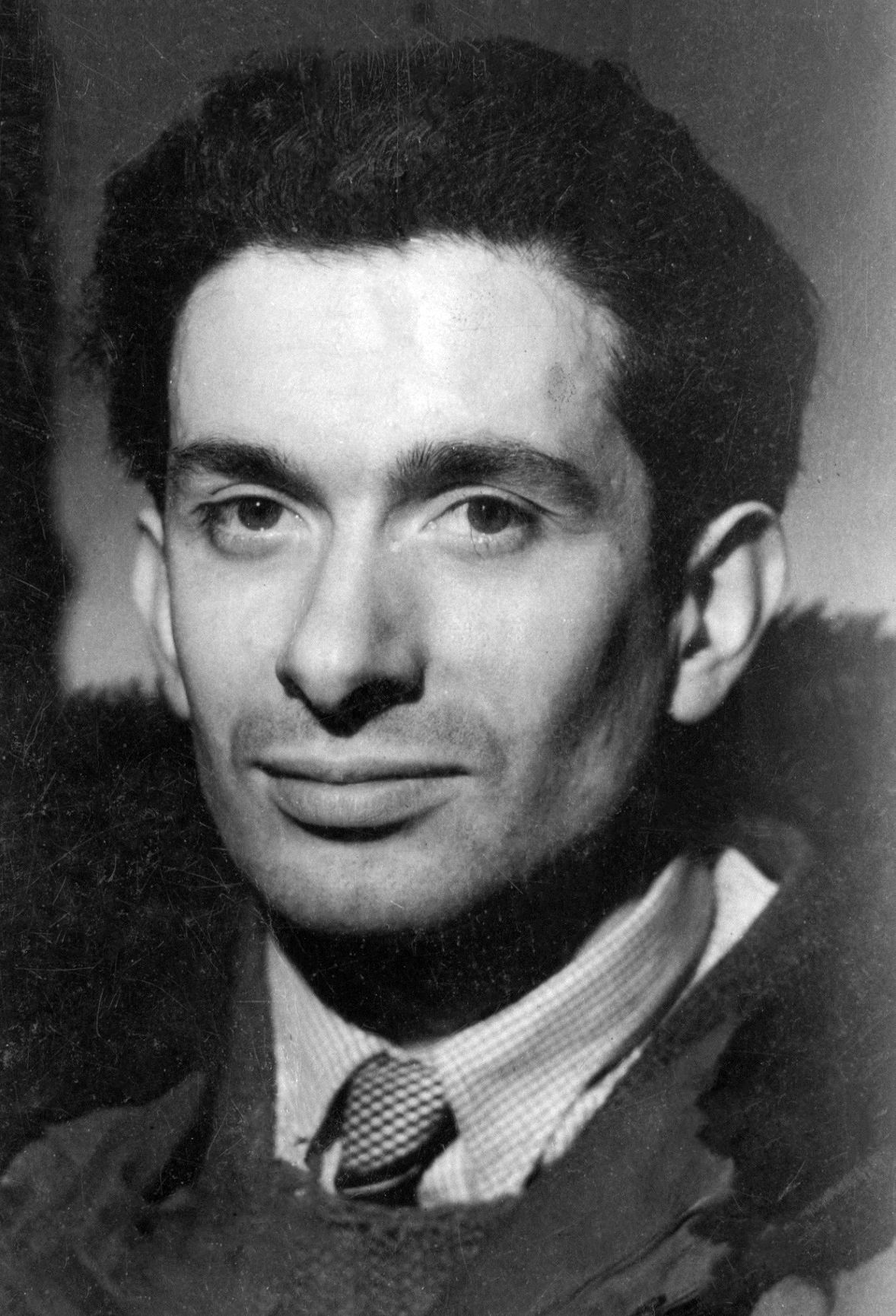
ルネ・バルジャベル 1949

ルネ・バルジャベル（René Barjavel, 1911年1月24日 - 1985年11月24日）は、フランスの小説家、ジャーナリスト。主としてサイエンス・フィクションで知られる。姓の表記はより原音に近くバルジャヴェルとする資料もある。
彼の作品には次のようなテーマが度々現れる；科学の過度の発達と戦争の狂気による文明の崩壊、不朽の意志力、そして愛の不滅性である（例：『荒廃』、『不滅の孤島』、『時の暗闇』、Une rose au paradis）。彼の作品は詩的で幻想的で、そしてしばしば哲学的であろうとする。彼はまた実験的作品でもって、神の実在性や自然に対する人類の行為に対して経験主義的かつ詩的な疑問を投げかける（前者の例：La Faim du tigre）。

## 経歴
1911年、ドローム県ニヨンでパン屋の息子として生まれる。空想的かつメランコリックな子供で、文学を好んだ。学校の成績は優れなった。11歳の時に母を眠り病で失くす。大学入学資格は得たが進学せず、18歳で新聞社に就職してジャーナリストとなり、出版界への地歩を築く。1936年に結婚。第二次大戦では歩兵として戦うが、反戦主義に傾く。1943年、最初の長編小説『荒廃』を発表。作品の傾向からも対独協力的と見なされ、終戦直後の1945年12月2日には編集者が暗殺される事態に遭った。
戦後はジャーナリスト、小説家、映画脚本家として活動する。脚本家としては1951年の『陽気なドン・カミロ』（ Le Petit Monde de Don Camillo）、1958年版『レ・ミゼラブル』などのシナリオが代表的。『荒廃』以降いくつも小説を発表したが、1968年の長編『時の暗闇』で人気作家となった。1985年、パリで没。

## 作品のテーマ
彼は1942年に2作のSF小説Le Voyageur imprudent（軽はずみな旅行者）と『荒廃』を発表し、当時全くの無人地帯であったフランスSF界に開拓者として登場した。1945年以降では、彼はフランスにおいてアメリカのSF作家たちより（アイザック・アシモフ、クリフォード・D・シマック、そして先駆者ハワード・フィリップス・ラヴクラフトさえも凌駕して）強い影響力を持つようになった。
上記2作品は、後の時代になってバルジャベル最初の長編サイエンス・フィクションだと呼ばれるようになった。発表当時だと英語からの借用語「サイエンス・フィクション」の語はフランスでは使われておらず、人はこのジャンルをヴェルヌ、J・H・ロニー、アルベール・ロビダの時代と同様に、「科学的ロマンス」« roman scientifique »、「驚異の旅」« roman extraordinaire »、ないし「予言小説」« roman d'anticipation »と呼称した。この2作品はフランス本土で出版され、英語圏でも翻訳が刊行された（1971年には日本語訳も出版された）。バルジャベルの作品にはベムも、狂ったロボットも、宇宙旅行もミュータントも登場しない。しかし世界的大災害、世界の終末、時間旅行、未開時代への退行、など1950年代的なアイディアが温められている。
バルジャベルは同時代的な作家でもある。例えば1943年の『荒廃』は、都市化への懐疑・大地への回帰の主張というフィリップ・ペタンの思想を反映したものと見なされることが少なくない（そのため対独協力主義的だとの批判もある）。この作品では西暦2052年の機械文明が突然の電力消失で瓦解し、新石器時代へ退行する様が描かれた。
『荒廃』において明らかに彼は進歩に対して懐疑的であるように見える（特にその終盤、新世界の王が蒸気機関の再発明者を叱責するシーンでそれが顕著である）。その懐疑は非常に今日的であり、また思想家ルネ・ゲノンの著書『世界の終末』（1927年）の影響が窺える。その後の作品においては、バルジャベルは進歩に反対はしていないように見える。反対に見える所があっても、それは誤解を招きやすい風刺であるに過ぎない。
『軽はずみな旅行者』は『荒廃』に比べると政治的思想性の薄い作品であるが、純粋なイマジネーションと酷薄なユーモアが活かされた傑作である。1950年代の英米の諸作品に先行してタイム・パラドックスを扱っている点も注目に値する。『軽はずみな旅行者』が『荒廃』とつながりのある作品であることは忘れられがちであるが、旅行者の訪れる遠未来は『荒廃』における2052年の大災害と同じ時間軸上にある。バルジャベルは人類の未来に関する「生物学的」なヴィジョン（それは進化の法則から導かれる滑稽かつ譫妄的なものである）を開陳したが、彼の西暦10万年はH・G・ウェルズの西暦80万2701年（→『タイム・マシン』）に負うところが大である。
Le Diable l'emporte(1948) でバルジャベルは第三次世界大戦の問題に取り組んだ。これは冷戦期のアメリカのSF作家たちも好んだテーマである（例：フィリップ・K・ディック『ドクター・ブラッドマネー』、フィリップ・ワイリー『勝利』など）。
1960年代の彼は五月革命に対して多かれ少なかれ意識的であるように見える（例：『夢のカトマンズ』）。バルジャベルはまた不死という問題に本格的かつ思索的に取り組んだ数少ないSF作家の一人である（他の例としては『都市と星』におけるアーサー・C・クラークが挙げられる）。

## 作品リスト（長編のみ）
- Colette à la recherche de l'amour,1934
- Roland, le chevalier plus fort que le lion, 1942
- Ravage, 1943 『荒廃』
- Le Voyageur imprudent, 1944 （軽はずみな旅行者）
- Tarendol, 1946
- Le diable l'emporte, 1948
- Jour de feu, 1957
- Colomb de la lune, 1962
- La Nuit des temps, 1968 『時の暗闇』
- Les Chemins de Katmandou, 1969 『夢のカトマンズ』
- Les Années de la lune, 1972
- Le Grand Secret, 1973 『不滅の孤島』
- Les Dames à la licorne, 1974
- Les Jours du monde, 1977